# Marguerite Balutet
Marguerite Balutet est une pianiste, compositrice et pédagogue française née à Paris le 1er juillet 1853 et morte dans la même ville le 20 août 1928.

## Biographie

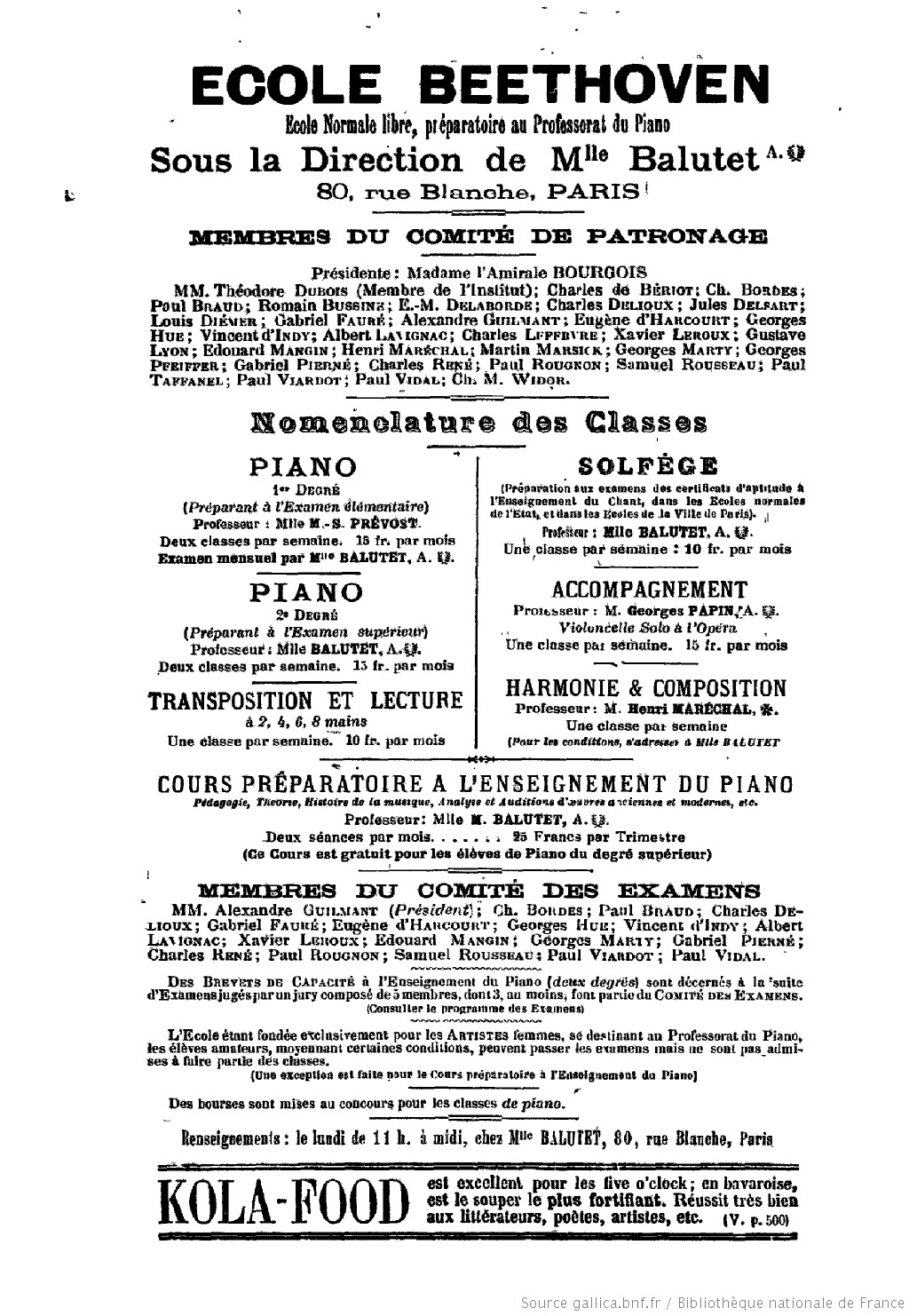
Annonce pour l'École Beethoven parue dans lAnnuaire des artistes et de l'enseignement dramatique et musical de 1899

Marguerite Balutet naît à Paris le 1er juillet 1853. 
Elle montre jeune des dispositions pour la musique mais la carrière d'artiste ne semble guère être une perspective sérieuse pour sa famille dans un premier temps. Finalement, sa trajectoire professionnelle se dessine en entrant au Conservatoire de Paris. Elle y est élève de Félix Le Couppey en piano et d'Augustin Savard en harmonie et obtient en 1872 un premier accessit de piano.
À l'issue de sa scolarité, Balutet se produit régulièrement en concert,, mais va bientôt orienter sa carrière vers l'enseignement. Elle devient une professeure de piano et de solfège réputée. 
En novembre 1893 elle crée « l'École Beethoven » au sein de son vaste domicile du 80 rue Blanche à Paris, avec deux objectifs : permettre aux jeunes filles de faire des études musicales complètes, mais aussi, et peut-être surtout, dans la mesure où l'idée est une réelle innovation, instituer une école normale de formation pour futures enseignantes de piano. Le cursus, nommé « cours préparatoire à l'enseignement du piano », est ainsi organisé en plusieurs enseignements et propose des séances de pédagogie, théorie, histoire de la musique, analyse et audition d’œuvres. En fin de cursus un examen permet l'obtention d'un « certificat de capacité », validé par des grands maîtres de l'instrument et de la composition musicale. Sont par exemple au jury pour les examens de 1895 Guilmant, Leroux, Maréchal, Pierné, René et Vidal.
Pour son engagement et ses activités pédagogiques, Marguerite Balutet est nommée officier d'académie dans l'ordre des Palmes académiques en 1897 et reçoit une médaille de bronze lors de l'Exposition universelle de Paris en 1900. En 1908, elle est promue officier d'instruction publique. 
Comme compositrice, elle est l'auteure de quelques mélodies et pièces de musique de chambre, de nombreuses pages pour piano, et d'ouvrages didactiques, dont une Théorie musicale en 30 leçons parue en 1898. 
Lors de concerts de la Société des compositeurs de musique (SCM), sa Sonate en sol mineur pour violoncelle et piano est créée le 20 mai 1897 et sa Suite caractéristique pour deux pianos le 19 février 1900. 
Marguerite Balutet meurt à Paris le 20 août 1928. 

## Œuvres
Parmi ses compositions dotées d'un numéro d'opus figurent notamment :
- Rhapsodie pour violon et piano, op. 10
- Prélude pour piano, op. 11
- Bourrée pour piano, op. 12
- Ave Maria pour une voix avec accompagnement d'orgue ou de piano, harpe et violoncelle ad libitum, op. 13
- Pastorale pour piano, op. 14
- Feuilles d'album (24) pour piano, op. 15
- Après la moisson, pour piano, op. 20
- Sonate en sol mineur pour piano et violoncelle (ou violon), op. 24
- Mazurk n° 1 pour piano, op. 25
- Suite caractéristique en trois parties, pour 2 pianos à 4 mains, op. 26
- Souffrance, mélodie pour voix et piano, op. 27
- Première joie, pour piano à 4 mains, op. 30

## Distinctions
- Officier de l'Instruction publique (1908).